# 悼太子
悼太子（とうたいし、? - 紀元前267年）は、中国戦国時代の秦の第28代君主、第3代の王である昭襄王の長子。姓は嬴、諱は不明。魏への人質として出されており、紀元前267年に魏で亡くなった。
紀元前265年に昭襄王は亡くなった悼太子の弟で公子柱こと安国君（後の孝文王）を太子として指名した。